# 獨立號航空母艦 (CV-62)
獨立號航空母艦（USS Independence CV/CVA-62），是美国海军福莱斯特級航空母艦4号舰，即最后一艘，该级舰是第一个服役的超级航母。它是第5艘命名为「独立号」的美国军舰也是第二艘命名為獨立的航空母艦，于1959年服役。

## 實戰
獨立號早期多数时间在地中海舰队服役，它於1965年参与越战的一次任务，在黎巴嫩内战期间参与空袭叙利亚，并在南方守望行动中对伊拉克，在伊拉克南部维持禁飞区。在台灣海峽飛彈危機中與尼米茲號航空母艦通過台灣海峽，警告中國大陸政府不要向台灣動武。

## 退役
1998年，独立号在服役39年后退役，存放于华盛顿州布雷默顿军港。
並於2017年拆解出售